# 長禅寺 (旭市)
長禅寺（ちょうぜんじ）は、千葉県旭市野中にある真言宗智山派の寺院。山号は金剛山。本尊は愛染明王。

## 歴史
長禅寺は、1401年（応永8年）長範によって創建されたという。江戸時代には多くの末寺・門徒寺院を有していた。

## 文化財
旭市指定有形文化財として、以下3つが指定されている。
- 愛染明王像（昭和45年9月19日指定）
長禅寺の本尊。永禄12年（1569年）、京仏師・小河浄慶の作で、寄木造の仏像である。怒りの表情をしているが内心は慈悲深く、縁結びの仏として信仰を集めている。像の胎内から、永禄8年（1565年）に、安房の正木時忠が進行してきたときに長禅寺が焼失し、その翌年に冷害に見舞われて多数の餓死者が出たことを記す墨書が発見されている[1]。
- 長禅寺本堂欄間彫刻（平成11年4月10日指定）
寛政10年（1798年）に長寺が再建された際に、足川村の網主で地主でもあった八代岩井市宇右衛門孔豊が寄進した彫刻である。龍が飛天する「龍雲」3面は、香取郡古内村彫工師鈴木市右衛門靂鳴によるもので、「獅子・牡丹」6面は江戸で活躍した嶋村俊正による浮き彫りである[1]。
- 不動明王立像（平成16年8月1日指定）
檜材一本割矧造りで、平安時代から鎌倉時代初期に作られたのもと推定される。宝徳4年（1452年）に金剛仏師延恵が定恵と相談して修復した銘が残されている。長禅寺は永禄8年に全焼しているため、この不動明王立像は長禅寺の末寺から移された可能性も考えられている[1]。

## 伝承
長禅寺には、この寺で飼っていたネコとその兄弟ネコが、寺に住み着いていた大ネズミを退治したという言い伝えが残されている。境内にある池は、その大ネズミに槍でとどめを刺した住職が、その槍についた大ネズミの血を洗った池とされる。

## 所在地
- 千葉県旭市野中2042-1